# Heiterkeit (Schiff, 1909)
Die Heiterkeit ist ein Fahrgastschiff, das seit dem Stapellauf 1909 auf Berliner Gewässern unterwegs ist. Damit ist sie eines der ältesten originär Berliner Fahrgastschiffe. Nach mehrfachem Umbau ist sie 29,73 Meter lang, 4,69 Meter breit, geht 1,09 Meter tief und ist für 145 Fahrgäste zugelassen.

## Geschichte
Die Reederei W. Schwarz & Luickhardt in Zehdenick war im Ausflugsfahrtengeschäft zum damals noch eigenständigen Burgwall tätig und führte daneben Sonderfahrten nach Dannenwalde, Templin und zur Schleuse Kannenburg durch. Sie gab 1908 bei der Werft der Gebrüder Maass in Neustrelitz einen Schleppdampfer in Auftrag. Dieser war 1909 bei Ablieferung 21,5 Meter lang, 4,36 Meter breit und wurde auf den Namen Karl−Wilhelm getauft. 1920 wurde er an E. Haupt aus Malz verkauft. Dieser setzte das Schiff in den Revieren im Norden Berlins ein, ehe er um 1930 nach Spandau umzog. 1935 war die
Reederei Haupt im „Reeder-Verband der Personenschiffahrt zwischen Elbe und Oder“ mit zwei Schiffen Mitglied, dem kleineren Dampfer Nixe sowie der für 240 Passagiere zugelassenen Karl–Wilhelm.

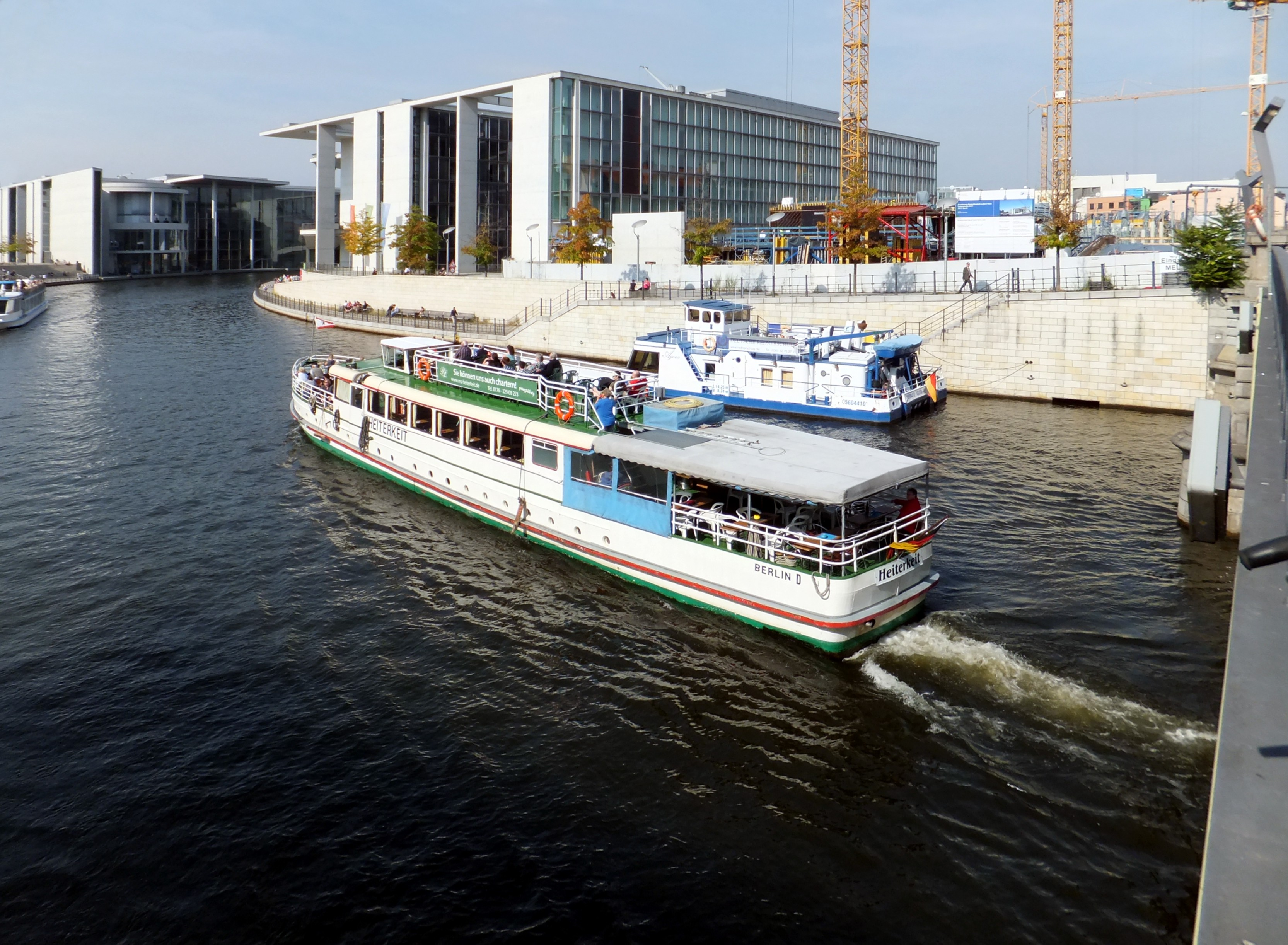
Die Heiterkeit mit modifiziertem Heck von achtern

 Diese wurde erstmals verlängert, um mit einer stärkeren Dampfmaschine ausgerüstet werden zu können. Dieser Umbau fand bei Wiemann in Brandenburg statt. Die Berliner Verkehrsbetriebe führten nach dem Zweiten Weltkrieg als teilweisen Ersatz für den Straßen- und Bahnverkehr in der zerstörten Stadt den Linienbetrieb mit Schiffen ein. Dazu wurde die Karl-Wilhelm von Mai bis August 1948 eingesetzt, ehe der Vertrag nach Beschränkung des Kohlekontingents gelöst werden musste. 1958 wurde das Schiff auf Dieselantrieb umgebaut und in Heiterkeit umgetauft. 1968 war es unverändert für 240 Personen zugelassen. 1975 wurde es an H. Schmidt verkauft. Bei einem Großbrand im Dezember 1977, der sechs andere, überwinternde Schiffe zerstörte, wurde auch die Heiterkeit beschädigt. 1987 wird die Länge des Schiffes mit 27,8 Metern angegeben, die zulässige Passagierzahl mit 197. Im Zuge der Umbauten verlor das Schiff das für die Bauwerft typische Schlepperheck und bekam ein Spiegelheck, anders als die Arcona der gleichen Werft, bei der die ursprüngliche Heckform erhalten blieb. Zuletzt gehörte es der Reederei Lüdicke, laut der es für 145 Passagiere zugelassen ist.